# Велко Батрович
Велко Батрович (на сръбски: Велко Батровић) е черногорски футболист, който играе на поста атакуващ полузащитник. Състезател на Анагениси Кардицас.

## Кариера
Роден в Подгорица, син на бившия футболист на Партизан Зоран Батрович, той преминава през много младежки футболни системи, включително местните Бубамара, Партизан и Могрен, преди да направи професионалния си дебют със Зета в Черногорската първа лига.

### Видзев Лодз
На 28 януари 2012, подписва за три и половина години с Видзев Лодз в Полша. На 8 април 2013, вкарва първия си гол в професионалния футбол срещу Полония Варшава.

### Етър
На 17 януари 2018 г. Батрович се присъединява към отбора на Етър. Прави дебюта си месец по-късно при зрелищното реми като домакин на Септември (София), завършило при резултат 3–3. В този мач отбелязва своя първи гол за „болярите“.

### Септември София
Батрович подписва договор за година и половина с отбора на Септември (София) през февруари 2020 г., но заради създалата се ситуация с Ковид-19 не успява да дебютира и напуска скоропостижно.

## Национална кариера
Батрович прави своя дебют за Черна гора до 21 г. на 10 септември 2013 г. при победата с 3–2 над Румъния до 21 г.

## Успехи
Домжале
- Купа на Словения (1): 2017